# グランドパーク小樽
グランドパーク小樽（Grand Park Otaru）は、北海道小樽市にあるホテル。ウイングベイ小樽にある。

## 沿革
- 1999年（平成11年）：「ヒルトン小樽」として開業[2]。
- 2001年（平成13年）：ヒルトン・インターナショナルに運営委託[2]。
- 2003年（平成15年）：小樽ヒルトンが「民事再生法」申請[3][4]。
- 2005年（平成17年）：イシン・ホテルズ・グループが買収し[5]、ヒルトン・インターナショナルとフランチャイズ契約を締結[2]。
- 2008年（平成20年）：シンガポールのパークホテルグループが買収[2]。
- 2009年（平成21年）：パークホテルグループによる日本国内初となるホテル「グランドパーク小樽」にリブランド[2]。

## 施設
客室
- マウンテンビュースーペリアルーム（ツイン・ダブル） (32 m²)
- オーシャンビュースーペリアルーム（ツイン・ダブル） (32 m²)
- マウンテンビューデラックスルーム（ツイン・ダブル） (32 m²)
- オーシャンビューデラックスルーム（ツイン・ダブル） (32 m²)
- 和室（10畳）
- 和室スイート（6畳+8畳）
- コネクティングルーム (64 m²)
- ベイスイート (64 m²)
- エグゼクティブスイート (96 m²)
- プレジデンシャルスイート (128 m²)

レストラン・バー
- テラスブラッセリ―
- マリーナバー&レストラン
- 和食処こころ
- ベイラウンジ
- パティセリ―

宴会・会議
- 樹林 (682 m²)
- 樹海・樹氷 (各338 m²)
- 銀河・流星 (各242 m²)
- 海 (116 m²)
- 月 (81 m²)
- 星 (73 m²)
- そら (110 m²)
- おしどり・ことぶき・すえひろ (各53 m²)

ウェディング
- シーサイドチャペル
- 神殿

## アクセス
- 北海道旅客鉄道（JR北海道）小樽築港駅から徒歩約5分
- 札樽自動車道小樽ICから車で約3分